# Murder Drones
Murder Drones (SenorD redruM en el doblaje para España) es una serie web independiente animada por computadora, catalogada como comedia de terror y jóvenes (aclarado por Glitch Productions), creada por Liam Vickers y producida por Glitch Productions.
Descrita como una comedia de terror distópica, Murder Drones explora temas como la identidad, la moralidad, el libre albedrío y los lazos de amistad, al mismo tiempo que infunde humor en su entorno distópico. La serie incorpora referencias a la cultura popular, inspirándose en videojuegos, películas, animes y memes.
El episodio piloto se estrenó en el canal de YouTube GLITCH el 29 de octubre de 2021. Y posteriormente fue seleccionado para una temporada completa de 8 episodios, que comenzó el 18 de noviembre de 2022, y terminó el 23 de agosto de 2024. El episodio piloto había recibido más de 30 millones de visitas.
La serie ha sido elogiada por los espectadores por su animación, doblaje y construcción de mundos, así como por la combinación de elementos de terror y comedia. Además, la serie fue nominada para un Premio Webby en la categoría de Mejor Video Animado.
El 16 de mayo de 2025 fue agregada al servicio de Streaming Prime Video.

## Sinopsis
La historia toma lugar en el año 3071 y se desarrolla en Copper  9, un exoplaneta propiedad de la megacorporación JCJenson (una parodia de S.C. Johnson) en el espacio exterior. Los Worker Drones (curritodrones en español), diseñados para servir a los humanos, habitan el planeta y lo explotan en busca de sus recursos naturales. Finalmente, el planeta sufre un colapso catastrófico de su núcleo provocado por los humanos, acabando con toda la vida biológica en el planeta, incluyendo a los humanos. Como resultado, el planeta se convierte en un lugar helado y solo quedan los Worker Drones. Un día, una legión de máquinas asesinas violentas, conocidas como los Disassembly Drones (drones de desmontaje o desmontradrone en español, también conocidos como los Murder Drones oProblem Drones Asesinos), son enviados por los humanos en otros exoplanetas para exterminar a los Worker Drones restantes. Los Worker Drones viven en constante temor de los Disassembly Drones y se esconden tras una serie de tres puertas en un intento de defenderse.
Uzi Doorman es la protagonista principal de la serie, dice tener "Daddy Issues" debido a la poca interacción de su padre. Un día en su camino se cruza con Serial Designation N (Designación Serial N en español o simplemente "N"), un Murder Drone con una disposición sorprendentemente amigable y curiosa hacia los Worker Drones. Juntos, forman una unión para descubrir la verdad sobre sus orígenes y su propósito en el duro entorno del planeta. A lo largo de su viaje se encuentran con varios personajes, J y V, compañeras de escuadrón de N; Doll, una misteriosa Worker Drone que tiene conexiones con el Absolute Solver, un enigmático programa informático capaz de alterar la realidad; así como Tessa, una "humana" que llega a Copper-9.

## Elenco y personajes

### Personajes principales
- Uzi Doorman es la protagonista principal de la serie. Es una dron obrera adolescente rebelde que se hace amiga de N, un dron de desmontaje. Tiene la misión de destruir a los humanos y descubrir más sobre su conexión con el programa Absolute Solver.
- Serial Designation N es un dron de desmontaje optimista que hace todo lo posible para no ser visto como un inútil, se hace amigo de Uzi después de intentar destruirla y de último su novio
- Serial Designation V originalmente antagonista, luego antihéroina. Es una dron de desmontaje "sociópata" e impulsiva que siente cierta sobreprotección hacia su compañero N.
- Serial Designation J líder del escuadrón de N y V, principal antagonista del episodio piloto antes de que Uzi la destruyera y luego la reconstruyera Tessa. Es una adicta al trabajo letal que está comprometida a detener el Absolute Solver después de su reconstrucción.
- Doll es la antagonista secundaria de la serie, esta dron obrera caníbal de habla rusa (en el doblaje al ruso habla inglés) tiene vínculos con el programa Absolute Solver y quiere vengarse de los drones de desmontaje por asesinar a sus padres. Es una de las primeras robots de la serie que parece haber aprovechado el poder del programa.
- Tessa Elliot una empleada humana de JCJenson que llega a Copper-9 para detener el programa Absolute Solver. A diferencia de la mayoría de los humanos que ven a los drones como sirvientes, ella los trata con respeto debido a su relación con N, V y J. Posteriormente se revela que está muerta y Cyn usa su cadáver como disfraz.
- Absolute Solver principal antagonista de la serie, un programa informático ampliamente poderoso de origen desconocido que tiene un control ilimitado sobre la propia materia y es capaz de remodelar su entorno en formas prácticamente infinitas para crear cualquier cosa que imagine. La primera víctima de Absolute Solver fue una dron obrera mal desmantelada llamada Cyn, que se reinició automáticamente y se convirtió en su primera anfitriona conocida. Después de volverse lo suficientemente fuerte como para destruir la Tierra y muchos otros planetas habitados, Absolute Solver ahora puede corromper casi cualquier cosa que tenga una conexión con este, otorgándoles habilidades similares a las suyas, como Doll, Nori o Uzi.

### Personajes secundarios
- Khan Doorman dron obrero, líder de la WDF (Worker Defense Force o Fuerza de Defensa de Trabajadores en español), y padre de Uzi, es de personalidad pero cobarde en ocasiones. Fue el responsable de crear las puertas que mantienen a la comunidad donde viven todos a salvo de los drones de desmontaje.
- Thad dron obrero con la actitud de un deportista de secundaria, amigo ocasional de Uzi.
- Lizzy compañera de clase de Uzi y es la dron más popular de la escuela a quien le gusta hablar mal de esta. Actualmente es amiga de V.
- Alice es una dron salvaje que vive en las profundidades de Copper-9. Esta dron obrera fue una de las empleadas en los experimentos para comprender el programa Absolute Solver, y cuenta con la ayuda de un dron Infantil modificado llamado Beau.
- El Profesor es un dron obrero a cargo de la clase de Uzi a quien no le importa mucho lo que ocurre a su alrededor, especialmente cuando un estudiante es asesinado.[5][6]
- Centinelas robots que se parecen a los dromeosaurios y que custodian Cabin Fever Labs. Son extremadamente agresivos y tienen la capacidad de paralizar tanto a los drones mediante una baliza de pulso electromagnético situada en sus cabezas.
- Nori Doorman madre de Uzi. Fue uno de los drones experimentados con el Absolute Solver, la cual se la creía muerta al haber sido inyectada por un ácido por un dron de desmontaje. Posteriormente se revela que su núcleo sigue intacto y ella viva, aunque sin cuerpo.

## Reparto
| Personaje | Actor/actriz original | Latinoamérica     | España           |
| --------- | --------------------- | ----------------- | ---------------- |
| Uzi       | Elsie Lovelock        | Cassandra Valtier | Nuria Trifol     |
| N         | Michael Kovach        | Diego Becerril    | Ángel de Gracia  |
| V         | Nola Klop             | Lucía Suárez      | Laura Jara       |
| J         | Shara Kirby           | Gabriela Olarieta | Irene Mirás      |
| Cyn       | Allanah Fitzgerald    | Sofía Pimentel    | Laia Vidal       |
| Khan      | David J. Dixon        | Geraldo Reyero    |                  |
| Doll      | Emma Brezzy           | -                 | -                |
| Tessa     | Daisy Rose            | Carmen Mazariegos | Isa Puchol       |
| Lizzy     | Katie Hood (1)        | Andrea Giese      | María Rosas      |
| Lizzy     | Caitlyn Dizon (2-)    | Andrea Giese      | María Rosas      |
| Thad      | Sean Chiplock         | Joaquín Augusto   | Hugo Carrasco    |
| Alice     | Amber May             | María Ayuso       | Cristal Barreyro |
| Profesor  | Liam Vickers          | Carlos Andrino    | Juan José Valero |
| Nori      | Darcy Macguire        | Karin Kavala      |                  |

## Producción
Liam Vickers había alcanzado previamente notoriedad por sus series animadas en 2D como CliffSide e Internecion Cube, ambas sin terminar.
Liam Vickers mostró por primera vez Murder Drones a la productora Glitch Productions con algunos conceptos iniciales de arte e historia.
Murder Drones está animado en el software de animación 3D Autodesk Maya y la posproducción se realiza con Unreal Engine. Incluyendo el piloto, la primera temporada tendrá una duración de 8 episodios. Esta serie, se adentra en un territorio más oscuro y al mismo tiempo fotorrealista en comparación a las series anteriores de Glitch. Esta serie (junto con Meta Runner) también marca para muchos fanáticos un alejamiento del estilo Machinima a menudo asociado con Glitch Productions, ya que su cofundador Luke Lerdwichagul es conocido por sus parodias de Super Mario en el canal SMG4.
El 6 de agosto, Liam lanzó la versión completa de "Disassembly Required", la canción que suena en el teaser de la serie. La descripción del video revela que el personaje que se muestra en el teaser es "V", uno de los Murder Drones titulares. En el momento que se anunció la serie, ya se había trabajado en ella durante un año, Glitch Productions anunció que la serie completa estaba en desarrollo en el estudio y que se lanzaría a finales del próximo año.

## Episodios
Todos los episodios fueron escritos y dirigidos por el creador del show Liam Vickers.
| N.º | Título                                                                 | Storyboard por                                     | Fecha de emisión original |
| --- | ---------------------------------------------------------------------- | -------------------------------------------------- | ------------------------- |
| 1 | «Pilot» «Piloto (LATAM/ES)»                                            | Liam Vickers                                       | 29 de octubre de 2021     |
| La población humana del planeta Copper 9 es aniquilada por el colapso del núcleo planetario, dejando atrás su fuerza laboral robótica, los Worker Drones. Los trabajadores son masacrados por un equipo de Drones de Desmontaje de la Tierra, aparentemente enviados por la corporación interestelar JC Jenson en respuesta a la nueva independencia de los trabajadores, erigiendo una aguja a partir de los restos de sus víctimas mientras los supervivientes se retiran a un búnker fortificado. El dron Uzi entra rebeldemente en la aguja para rescatar piezas de un cañón de riel, con la intención de montar una ofensiva contra los drones de desmontaje. Ella usa su arma contra el disassembly drone "N", quien se regenera con amnesia a corto plazo y se vincula con Uzi, confundiéndola con un nuevo recluta. Uzi huye cuando llegan los compañeros de equipo de N, J y V, y J restaura la memoria de N. N se infiltra en el búnker y ataca a Uzi, quien es excluida por su padre, Khan, para proteger a los demás supervivientes. Después de que J traiciona a N por simpatizar con los Worker Drones, él y Uzi se unen contra los Disassembly Drones, destruyendo a J y capturando a V. Con el corazón roto por la traición de Khan, Uzi se "destierra" con N y V, y declara venganza contra los humanos de la Tierra. |                                                                        |                                                    |                           |
| 2 | «Heartbeat» «Latidos (LATAM) Latido (ES)»                              | Liam Vickers, Matthew Peckham y Jarrad Rumble      | 18 de noviembre de 2022   |
| El corazón biomecánico de J emerge de sus restos y produce un monstruo gusano en forma de eldritch, el cual mata a varios Drones Trabajadores. Uzi y N son informados del incidente por el compañero de clase de Uzi, Thad, mientras intentan reparar la cápsula espacial de los Drones de Desmontaje. Al regresar al refugio para investigar, descubren un supuesto programa de "reinicio" llamado AbsoluteSolver, simbolizado por un emblema que ha comenzado a aparecer en lugar del ojo de Uzi; Uzi concluye que J está utilizando el Solver para repararse a sí misma con la materia asimilada de los drones. Pronto son atacados por el Solver parecido a un gusano, que proclama que J y los demás drones son sus "marionetas", y perturba a Uzi con hologramas inquietantes y realistas, incluido uno de sí mismo matando a Khan. N rescata a Uzi cuando su rifle de riel dañado explota, haciendo que el Solver desaparezca. Uzi se asusta por la conexión de los Drones de Desmontaje con el Solver y rechaza a N, quien se va abatido mientras Uzi regresa con Khan. Mientras tanto, la compañera de clase de Uzi, Doll, aplasta telequinéticamente una cucaracha robótica mientras mira una fotografía de V, con el símbolo del Solver apareciendo sobre el ojo de Doll. |                                                                        |                                                    |                           |
| 3 | «The Promening» «Elegantes (LATAM) Baile Maldito (ES)»                 | Liam Vickers, Robin French y Cameron Qayoom-Taylor | 17 de febrero de 2023     |
| Uzi es abordada por Doll y su amiga Lizzy para recibir un cambio de imagen para el baile de graduación escolar. Sin embargo, Uzi escapa al descubrir que Doll está tras ella después de una reciente serie de desapariciones en la escuela, y que Lizzy está conspirando para permitir que V entre en la escuela. Mientras tanto, N se niega a participar en el plan de V para masacrar a los asistentes al baile para su propia supervivencia, dejando a V irse sola. Uzi y N se reconcilian después de encontrarse afuera del refugio, y se dirigen al baile de graduación para detener a V. Contra las expectativas del trío, V es coronada como la reina del baile como parte de una trampa de Doll, quien desea matarla por haber asesinado a sus padres. Uzi y N rescatan a V, superando los poderes de manipulación de la realidad del Solver de Doll antes de que V le dispare a Doll. Doll luego se regenera y ataca al grupo nuevamente, pero se va después de que Uzi manifieste sus propios poderes de Solver contra ella. Mientras tanto, la técnica humana JCJenson, Tessa y una J viva llegan a Copper 9 para realizar "trabajos de mantenimiento". |                                                                        |                                                    |                           |
| 4 | «Cabin Fever» «Síndrome de la Cabaña (LATAM) Fiebre de la Cabaña (ES)» | Matthew Peckham y Cameron Qayoom-Taylor            | 07 de abril de 2023       |
| Uzi viaja al abandonado Campamento 98.7 para investigar una serie de collares con significancia a su madre muerta, Nori. La clase de Uzi es forzada a viajar también como parte de un viaje de campo, con N y V actuando como sus supervisores. Uzi eventualmente encuentra la "keybug", un robot cucaracha dorado diseñado para activar el elevador en Cabin Fever Labs. Cuando ella regresa al sitio del campamento, un compañero de clase sorprendido dispara a Uzi con una flecha, que sus poderes de Solver convierten en una masa orgánica viva. Uzi huye hacia una de las cabañas, donde crece alas orgánicas y una cola similar a las de los Drones de Dessamblaje; en contra de los deseos de V, N busca a Uzi y encuentra un videocasete instructivo titulado "Drones Zombis". Sintiendo un deseo irresistible por el aceite de los drones, Uzi mata a varios de sus compañeros de clase y lucha contra un V hostil antes de que N intervenga, tranquilizando a Uzi y devolviéndola a la normalidad. Uzi, N y V se van con los demás sobrevivientes, llevando consigo el keybug y el videocasete. |                                                                        |                                                    |                           |
| 5 | «Home» «Hogar (LATAM/ES)»                                              | Liam Vickers y Neda Lay                            | 09 de junio de 2023       |
| N revive sus memorias reprimidas como un Dron Trabajador sirviente en la mansión de Tessa junto a V, J y un drone "zombi" defectuoso llamado Cyn. Después de ignorar varios mensajes crípticos que le indican que entre al sótano de la mansión, N establece contacto con Uzi, quien ha hackeado los recurdos en coma de N y V para evitar que sean borrados por Cyn, la anfitrión del Absolute Solver y el administrador de los Drones de Desemblaje. Con la ayuda de Tessa y J, Uzi y N evaden a un monstruosamente mutado V y desbloquean el sótano, donde descubren la responsabilidad de Cyn en la transformación de N y los demás sirvientes en Drones de Desamblaje. El hackeo de Uzi se ve interrumpido cuando Doll irrumpe para llevarse el keybug, que Uzi entrega a regañadientes para salvar a N y V. Mientras Cyn del pasado toma control de los otros drones y masacra a los humanos en la mansión, Cyn del presente intenta usar a V para lobotomizar a N en ausencia de Uzi, pero N devuelve a V a sus sentidos antes de que Uzi anule la administración de Cyn. Un tiempo después, Doll lleva el keybug a Tessa y J en el lago congelado del Campamento 98.7, donde Uzi, N y V los encuentran. |                                                                        |                                                    |                           |
| 6 | «Dead End» «Sin Salida (LATAM/ES)»                                     | Neda Lay                                           | 18 de agosto de 2023      |
| Tessa y J se alían con el grupo de Uzi, revelando que Cyn fue el dron que envío los Drones de Desamblaje a Copper 9. Doll inmediatamente toma el keybug de vuelta y entra a Cabin Fever Labs sola, lo que lleva al grupo a perseguirla mientras J se queda a vigilar la nave de Tessa. El grupo es rápidamente capturado por Alice y Beau, dos Drones Trabajadores caníbales los cuales usaron a los sentinels (robots con forma de velocirraptores) del laboratorio para matar a otros sujetos y los Drones de Desamblaje intrusos. Durante su escape, Tessa le revela a N en privado que las acciones de Cyn ya destruyeron la Tierra, y le insta a salvar el universo en lugar de a Uzi, quien arriesga estar poseída por Cyn mientras más use sus poderes de Solver. Después de que los Centinelas matan a Alice y Beau, Doll atrapa al grupo en el pasillo del ascensor con más Centinelas y desciende más, dañando el ascensor en el proceso. Cuando los demás están acorralados dentro del ascensor, V permanece afuera y corta los cables del ascensor para salvarlos mientras los Centinelas la rodean. |                                                                        |                                                    |                           |
| 7 | «Mass Destruction» «La Última Cena (LATAM) Destrucción (ES)»           | Neda Lay y AD Taeza                                | 29 de marzo de 2024       |
| Uzi, N y Tessa quedan separados bajo tierra después de caer en el ascensor cuando el Solver de Uzi provoca un derrumbe en la cueva. N encuentra a Nori todavía viva, reducida a un corazón biomecánico, y posee una unidad USB en forma de crucifijo que contiene un parche diseñado para "exorcizar" al Solver de sus huéspedes. Uzi encuentra una catedral utilizada para exorcismos por científicos de JCJenson y aprende de un video de seguridad que Nori, sin saberlo, causó el colapso del núcleo de Copper 9 mientras luchaba contra la posesión de Cyn. Doll enfrenta a Tessa, buscando el parche para curarse a sí misma, pero es gravemente herida por Cyn y advierte a Uzi del peligro antes de que Tessa intente matar a Uzi. N decapita a Tessa e intenta usar el parche en Uzi, pero Cyn toma el control total de ella y destruye la unidad USB. En una batalla subsiguiente con Cyn, N provoca a Uzi para discuta con Nori al confesar de que él y Uzi "salen juntos", devolviéndola a la normalidad. Sin embargo, "Tessa" revela ser el cuerpo de dron de Cyn con la piel real de Tessa, y arrastra a Uzi y a N con ella hacia un agujero que lleva al núcleo del planeta. Uzi se sacrifica para salvar a N, cayéndo sola en el agujero; más tarde despierta en el espacio exterior y ve el núcleo expuesto del planeta convertido en un agujero negro creado por Cyn. |                                                                        |                                                    |                           |
| 8 | «Absolute End» «Final Absoluto (LATAM/ES)»                             | Liam Vickers y Neda Lay                            | 23 de agosto de 2024      |
| El episodio 8 es el episodio final de Murder Drones y es la continuación directa del episodio 7 de la serie. Empieza mostrando al planeta Copper-9 desestabilizándose debido al agujero negro creado por Cyn, del agujero salen unos tentáculos de energía amarilla que crecen. Al inicio, vemos al profesor de Uzi en su salón de clases, seguido por un reencuentro entre Uzi y su madre, quien le dice que debe destruir el corazón biomecánico de Cyn para derrotarla. Este encuentro es interrumpido cuando una nave, controlada por N, choca contra Uzi. Los dos se reencuentran dentro de la nave, pero uno de los tentáculos de Cyn la destruye, provocando que N y Uzi caigan y se incendien debido a la atmósfera del planeta. Mientras tanto, Khan, Thad y Lizzy están atrapados en un lago congelado junto con J. Cuando J intenta atacarlos, es confrontada por V, quien sigue viva. V defiende al grupo y lucha prolongadamente contra J. Uzi lanza un agujero negro hacia el agujero negro de Cyn, lo cual desestabiliza a Cyn y provoca que Cyn salga del centro del planeta para atacarlos. Al principio, Cyn parece tener la ventaja, persiguiendo a Uzi y N dentro del búnker de Khan y tendiéndole una trampa a V, lo que lleva a que N se sacrifique. Cyn intenta devorar el corazón biomecánico de N, pero justo entonces, Khan, Lizzy y Thad llegan para ayudar. Cyn intenta atacar a V y N, pero Uzi interviene. Juntos, V, N y Uzi luchan contra Cyn hasta que Uzi logra acceder al corazón biomecánico de Cyn y es obligada a comérselo para derrotarla. Luego de esto, Khan, Lizzy y Thad se reencuentran nuevamente, N y V encuentran a Uzi, pero sus ojos ahora muestran un degradado de amarillo a púrpura y ahora los Drones Trabajadores vuelven a su vida normal independiente. En este episodio se confirma el noviazgo entre Uzi y N. En la escena poscréditos se revela que Cyn ha tomado control de la cola de Uzi, lo cual le molesta. |                                                                        |                                                    |                           |

## Recepción
Lauren Rouse de Gizmodo Australia elogió los diseños de personajes y su apartado visual. En 2023, la serie obtuvo una nominación al premio Webby en la categoría de "Mejor vídeo Animado".

### Premios y nominaciones
| Año  | Premio              | Categoría                                         | Nominados                               | Resultado |
| ---- | ------------------- | ------------------------------------------------- | --------------------------------------- | --------- |
| 2023 | Premios Webby       | Animación (Series y Canales)                      | Murder Drones                           | Nominado  |
| 2023 | One Voice Awards UK | Animación (Mejor actuación de personaje femenino) | Elsie Lovelock como Uzi                 | Ganador   |
| 2024 | Premios Webby       | Animación (Series y Canales)                      | Murder Drones (Episodio 6 - Sin Salida) | Ganador   |